# Małgorzata Klara
Małgorzata Klara (ur. 28 stycznia 1982 w Krakowie) – polska aktorka teatralna i filmowa.

## Życiorys
Jest absolwentką Akademii Teatralnej  im. Aleksandra Zelwerowicza w Warszawie. Na scenie zadebiutowała w 2003 roku na deskach Teatru Rozmaitości w Warszawie w spektaklu „Electronic city” w reż. Redbada Klynstry przygotowanego w ramach projektu Grzegorza Jarzyny „Teren Warszawa”. W TR wystąpiła również w „Zszywaniu” w reż. Anny Augustynowicz (2004). W latach 2007–2014 aktorka Teatru Współczesnego w Szczecinie. Obecnie związana z warszawskim Och-Teatrem.

## Filmografia
Źródło:

- 2004: Camera Café jako Brygida
- 2005: Bella Block jako Elżbieta (odc. 19 Die Frau des Teppichlegers)
- 2005: Klinika samotnych serc jako Nelka, przyjaciółka Magdy Kubicz (odc. 14)
- 2006/2007: Kopciuszek jako stażystka
- 2007; 2010, 2018: M jak miłość
  - jako Edyta, sekretarka Radosza (odc. 502, 504)
  - jako recepcjonistka w spa (odc. 781)
  - jako Hanna Stolarczyk (odc. 1356, 1359)
- 2008: Teraz albo nigdy! jako redaktor wydawnictwa (odc. 15)
- 2010: Usta usta jako Zuzanna, żona Roberta (odc. 11)
- 2013: Blondynka jako „Księżniczka” (odc. 14, 24)
- 2013: Przepis na życie jako pani Marzenka, uczestniczka szkolenia (odc. 63)
- 2013: The Waking (etiuda) jako Anna
- 2014: Barwy szczęścia jako lekarka pogotowia (odc. 1173)
- 2014: Obietnica jako nauczycielka
- 2014: Przyjaciółki jako Barbara Krajewska, wykładowczyni na kursie (odc. 33)
- 2015: Na Wspólnej jako Magda Lipiec (odc. 2121, 2123, 2127, 2131, 2139–2141, 2152, 2159–2160)
- 2015: Ojciec Mateusz jako Ewa Matusiak, żona Marka (odc. 162 Przed ślubem)
- 2015: Toast (etiuda) jako żona Krzyśka
- 2015–2016: Coronation Street jako Julia O’Driscoll
- 2016: Kochaj! jako policjantka
- 2016: Komisarz Alex jako Anna Nolbert, matka Karoliny (odc. 95 Śmiertelna fascynacja)
- 2016: Na noże jako producentka programu telewizyjnego „Bitwa na smaki” (odc. 10)
- 2016: One Sleepless Night (etiuda) jako Katherine
- 2016: Leningrad (film krótkometrażowy) jako Katrina
- 2016: Pitbull. Nowe porządki jako Anka
- 2016: Planeta singli jako właścicielka salonu fryzjerskiego „Le Hair”
- 2017: Niania w wielkim mieście jako Milena Więcławska, prawnik, żona Emila i matka Michasi, klientka agencji „Nianie na zawołanie” (odc. 4)
- 2017: Na dobre i na złe jako Jaga, córka Staszki (odc. 677)
- 2017: Najlepszy jako pielęgniarka „suka”
- 2017: Dziewczyny ze Lwowa jako koleżanka Oksany (odc. 26, 27)
- 2017: EastEnders jako pielęgniarka Zennia
- 2017: Diagnoza jako dziennikarka Justyna Panek (odc. 7)
- 2018: Ojciec Mateusz jako Maryla Lawska (odc. 240)
- 2018: Doctors jako Danka Wysocka
- 2019: Żmijowisko jako Michalina
- 2019: Ukryta gra jako Katherine Cooper
- 2019: Echo serca jako Regina (odc. 27)
- 2020: Zenek jako pielęgniarka na porodówce
- 2020: Archiwista jako Marianna Nicień-Gołka (odc. 3)
- 2020: Przyjaciółki jako Celina
- 2020: Chyłka. Rewizja jako prokurator Maria
- 2020: Nieobecni jako Teresa Kołecka

- 2022-2023: Korona królów. Jagiellonowie jako księżna Anna Światosławowna

## Role teatralne
Źródło:

### Och-Teatr
- 2014  Mayday, reż. Krystyna Janda, jako Barbara Smith
- 2014  Mayday 2, reż. Krystyna Janda, jako Barbara Smith
- 2014 Miłość blondynki, reż. Krystyna Janda, jako Marianka

### Teatr Współczesny w Szczecinie
- 2014 Greta Garbo przyjechała, reż. Anna Augustynowicz, jako Paulie Hennesy
- 2013 Życie to sen, reż. Wojtek Klemm, jako Estrella
- 2012 Tauryda Apartado 679, reż. Antonina Grzegorzewska, Ifigenia
- 2012 Mały rodzinny interes, reż. Anna Augustynowicz, jako Anita
- 2011 Makbet, reż. Marcin Liber, jako Wiedźma 2
- 2011 Słodka Fibi, reż. Iwo Vedral, jako Helen
- 2011 A komórka dzwoni, reż. Norbert Rakowski, jako Hermia, Ta druga
- 2010 Getsemani, reż. Anna Augustynowicz, jako Lori  Drysdale
- 2010 Migrena, reż. Anna Augustynowicz, jako Fanny
- 2009 Bliżej, reż. Norbert Rakowski, jako Alice
- 2009 Ufo spotykacz, reż. Paweł Passini, rola : Klara
- 2009 Andromacha, reż. Joanna Lewicka, jako Hermiona
- 2009 Tristan i Izolda,  reż. Irena Jun, jako Izolda
- 2008 Idiotki reż. Marcin Wierzchowski, jako Faustyna
- 2007 Wesele, reż. Anna Augustynowicz, jako Rachela
- 2007 Królowa Śniegu, reż. Marcin Wierzchowski, jako Gerda
- 2006 Na gorąco reż. Michał Zadara, role: Tommy policjantka, Megi
- 2006 Próby z jej życia,  reż. Piotr Ratajczak

### Role dyplomowe
- 2006 Trzy siostry, reż. Agnieszka Glińska, jako Olga
- 2005  Bezimienne dzieło, reż. Jan Englert, jako Klaudestyna de Montreuil

### TR Warszawa
- 2004 Zszywanie, reż. Anna Augustynowicz, jako Abby
- 2003 Electronic city, reż. Redbad Klynstra

### Inne
- 2011 Filharmonia Szczecińska im. M. Karłowicza, koncert symfoniczny połączony z adaptacją sceniczną „Zamieci” Puszkina, jako Maria Gawryłowna, dyrygent: Mykola Diadura, reż. Iryna Nesterenko

## Nagrody
Źródło:
- 2011 stypendium Marszałka Województwa Zachodniopomorskiego dla osób zajmujących się profesjonalnie twórczością artystyczną[4]
- 2010 nominacja do nagrody „Bursztynowy pierścień” w kategorii: aktor roku za rolę Fanny w „Migrenie” w reż. Anny Augustynowicz
- 2008 nagroda dla całego zespołu aktorskiego na 33.Opolskich Konfrontacjach Teatralnych Klasyka Polska 2008 za „Wesele” w reż. Anny Augustynowicz
- 2008 Nagroda Magnolii – Nagroda Miasta Szczecina  na XLIII Przeglądzie Małych Form Kontrapunkt za „odważne zmagania  z kulturowymi stereotypami kobiety i aktorki” za rolę Faustyny w „Idiotkach” w reż. Marcina Wierzchowskiego
- 2006 Nagroda Specjalna Zarządu Artystów Scen Polskich ma 24 Festiwalu Szkół Teatralnych w Łodzi za rolę Olgi w przedstawieniu „Trzy siostry” w reż. Agnieszki Glińskiej oraz za rolę Klaudestyny de Montreuil w „Bezimiennym dziele” w reż. Jana Englerta